# NGC 988
NGC 988 (другие обозначения — MCG −2-7-37, UGCA 35, IRAS02330-0934, PGC 9843) — спиральная галактика с перемычкой (SBc) в созвездии Кит.
Этот объект входит в число перечисленных в оригинальной редакции «Нового общего каталога».
Спектр галактики обладает широкими эмиссионными линиями, а сама NGC 988 является кандидатом в галактики с активным ядром.
В галактике вспыхнула сверхновая SN 2017gmr типа II-P. Её пиковая видимая звёздная величина составила 15.12.
Галактика входит в состав группы галактик, самым крупным членом которой является NGC 1052, при этом сам объект является самым ярким в группе.
В галактике обнаружен ультраяркий источник рентгеновского излучения.
Галактика NGC 988 входит в состав группы галактик NGC 1052. Помимо NGC 988 в группу также входят ещё 10 галактик.
Галактика NGC 988 входит в состав группы галактик NGC 1084. Помимо NGC 988 в группу также входят ещё 14 галактик.